# Irxleben
Irxleben ist ein Ortsteil der Einheitsgemeinde Hohe Börde im Landkreis Börde in Sachsen-Anhalt.

## Geografie

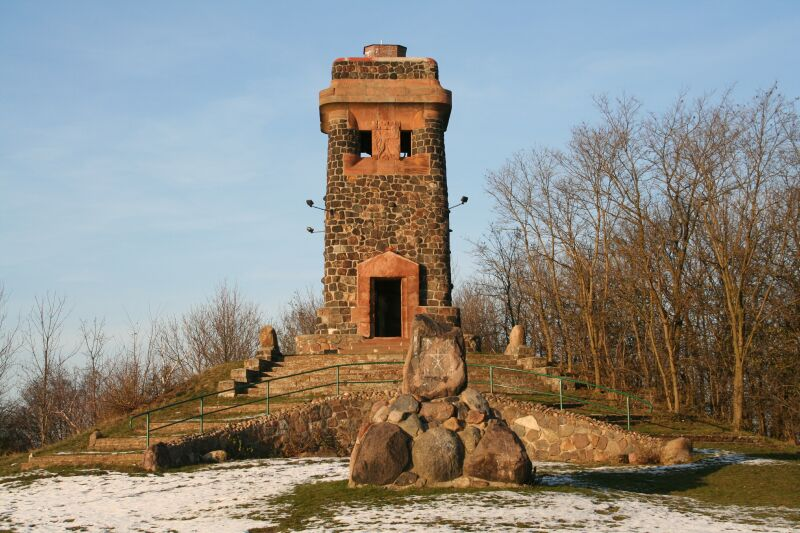
Bismarckturm zwischen Irxleben und Schnarsleben

Irxleben liegt rund zehn Kilometer westlich von Magdeburg, der Landeshauptstadt Sachsen-Anhalts nahe dem Autobahnkreuz Magdeburg (Bundesautobahn 2 und Bundesautobahn 14). Die Bundesstraße 1 führt durch den Ort. Nordöstlich in etwa 20 Kilometer Entfernung befindet sich das Wasserstraßenkreuz Magdeburg, bei dem der Mittellandkanal über die Elbe geführt wird.

## Ortsbild
Geprägt ist der Ortsteil durch die typischen Bördebögen. Die Hofzugänge weisen dabei ein Tor mit Rundbogen auf. Rechts neben dem Tor befindet sich meist eine Tür und über dieser meist Steintafeln mit verschiedenen Inschriften.

Von diesen historischen Höfen sind in Irxleben auch heute noch viele erhalten, so auch der ehemalige Hof der Familie „zu Irxleben“ in der Kirchstraße. Zum Erscheinungsbild des Ortskerns tragen auch viele Fachwerkhäuser und der zwischenzeitlich verrohrte, jetzt wieder frei gelegte „Quetschengraben“ bei. Auch neuere Bauwerke sind in das historische Ortsbild eingepasst.

## Geschichte
Erstmals urkundlich erwähnt wurde Irxleben 1015 in Schenkungsurkunden an den Bischof zu Paderborn. Die Urkunde bezeugt den Tausch aller Besitzungen des edlen Liuthard in Irxleben, Asterlindi und Hardego samt den Hörigen gegen eine Unze Gold, zehn Pfund Pfennige und einen Mantel im Wert von vier Pfund.

### Name
Während der Völkerwanderung (4. bis 6. Jahrhundert) wanderte der germanische Stamm „Warnen“ ein und wurde sesshaft. Die besetzten Ortschaften wurden nach den Stammesältesten benannt. Im Falle des Ortes Irxleben war dies „Irik“, aus dem der Name „Irikslevu“ folgte. In den folgenden Jahrhunderten wurde der Name des Orts häufig geändert:
- 1015: Irixlern
- 1063: Erixleve
- 1112: Aresleve
- 1144: Erikesleve
- 1201: Irekesleve
- 1221: Irkesleve; Yrckleve
- 1270: Erxleve
- ab 1564: Irxleben

Irxleben ist ein -leben Ort.

### Ortsentwicklung

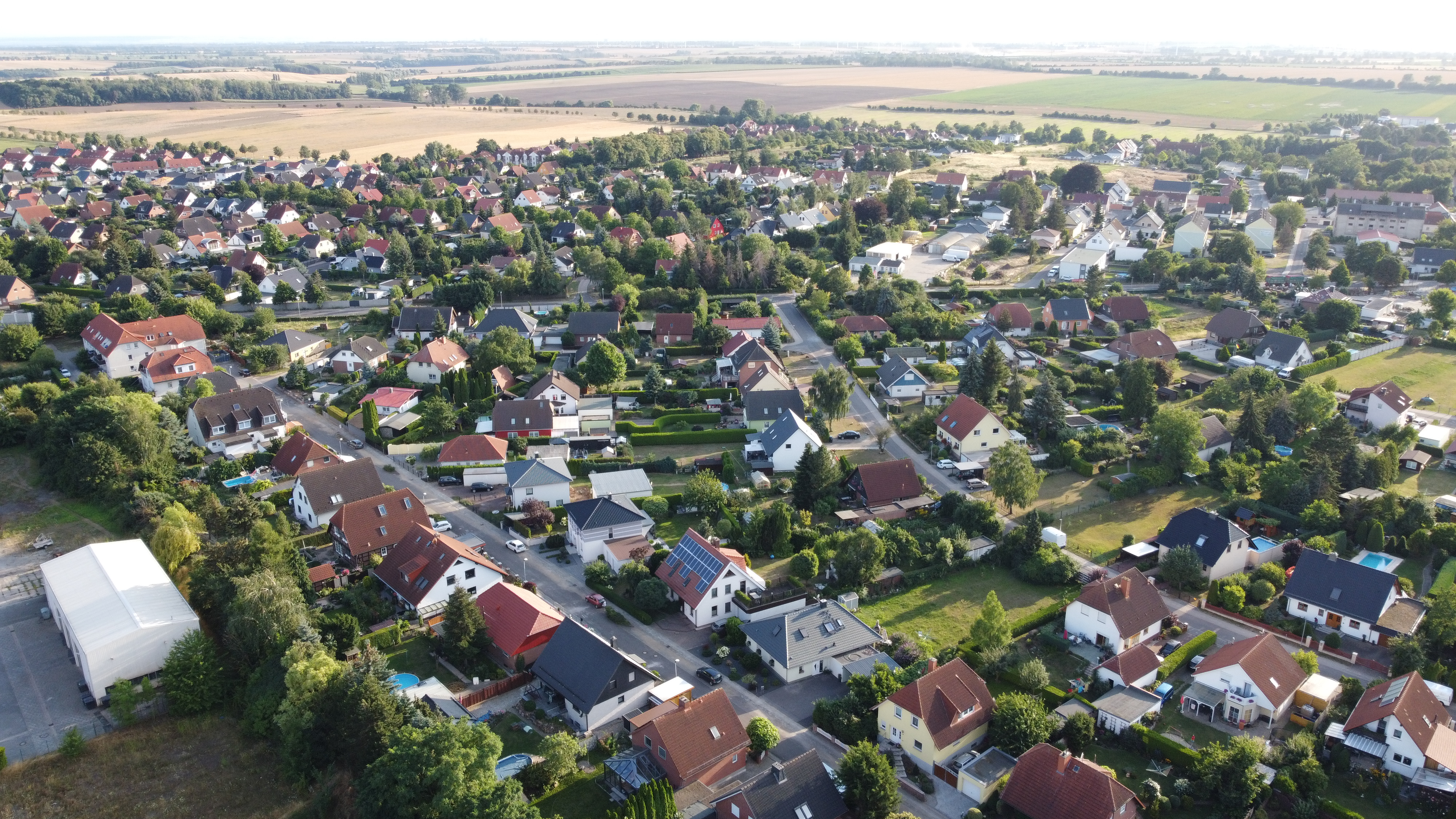
Luftaufnahme des Ortes, 2021

Eine große Dorfkirche besaß der Ort bereits im 12. Jahrhundert. Besitzer der Ortschaft war bis 1418 die Familie „von Irxleben“. Während des Dreißigjährigen Krieges musste ein großer Teil der Bevölkerung in die nahe Heide flüchten, da Irxleben durch die dauernde Belagerung Magdeburgs stark in Mitleidenschaft gezogen worden war. Dabei gingen im Ort immer wieder Häuser in Flammen auf und Einwohner verloren dabei ihr Leben. Von den Folgen dieses Krieges erholte sich Irxleben über lange Zeit nicht.
Während der Befreiungskriege 1813 wurde auch Irxleben in Mitleidenschaft gezogen und errichtete 50 Jahre später zum Gedenken an die Opfer ein Denkmal, den „Adler“. Durch die aufblühende Landwirtschaft, vorrangig den Anbau von Zuckerrüben und Zichorien, gab es um 1890 eine Zuckerfabrik und eine Darre für Zichorien im Dorf. Zur Jahrhundertwende unterrichteten in der damaligen Schule drei Lehrer 181 Kinder. Zu dieser Zeit war Irxleben auch Sitz der kirchlichen Schulaufsichtsbehörde. Bis zu Beginn des Ersten Weltkrieges war der Ort ein typisches Bauerndorf. Es lebten hier einige Großbauern, jedoch in der Mehrzahl Klein- und Mittelbauern, wie an den im Ort vorhandenen Gehöften noch sichtbar ist. Mit Einführung der Personenbeförderung durch die Post fanden mehr Einwohner Arbeit im nahe gelegenen Magdeburg. Die Siedlung Oberwiesenstraße entstand in der Zeit von 1926 bis 1933.
Während des Zweiten Weltkrieges musste der Ort Evakuierte, vor allem aus dem Rheinland, aufnehmen. Verschleppte und Kriegsgefangene mussten in den Bauernwirtschaften arbeiten. 1945 fielen auch Bomben auf Irxleben, die jedoch keine Opfer oder größere Schäden forderten. Der Ort wurde durch amerikanische Truppen besetzt und kam im Juli 1945 im Rahmen des Potsdamer Abkommens zur Sowjetischen Besatzungszone.

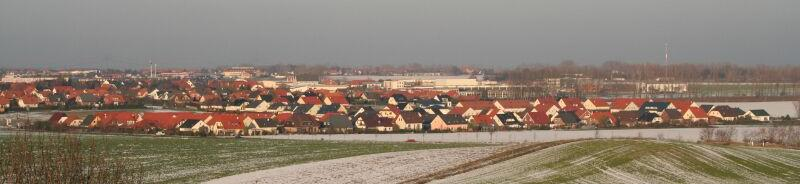
Blick vom Bismarckturm auf die neuen Irxleber Wohngebiete und das Gewerbegebiet im Hintergrund

Nach Abschluss der Bodenreform von 1945 wurde in Irxleben 1953 die erste LPG gegründet. Nach der Wiedervereinigung 1990 änderte sich die wirtschaftliche Lage im Ort, da ein Großteil der Einwohner in den LPG's tätig war, die nun wegfielen. In den 1990er-Jahren sorgte die Gemeinde für die Ansiedlung von Unternehmen in einem neuen Gewerbegebiet und die Bereitstellung der ersten drei von heute sieben Baugebieten für den Wohnungsneubau sowie für die Sanierung des historischen Dorfkerns. Viele Familien, vorwiegend aus Magdeburg, zogen in dieser Zeit in den „Speckgürtel“ der Landeshauptstadt.

### Ortsbrände
In seiner Geschichte wurde Irxleben häufig von verheerenden Feuern heimgesucht. So schrieb der damalige Pastor Baucke 1780 in das inzwischen ebenfalls verbrannte Kirchenbuch: „Anno 1780 den 31. März abends nach zehn Uhr, kam Feuer in das hiesige Kossathen Mtsr. Conrad Behricke Haus auf, wodurch sechs Halbspännerhöfe als Erasmus Heinrichs, Joachim Kleinau, Peter Camin, Gottlieb Hilliger, Gottfried Mohr und Simon Raecke und vier Kossathenhöfe, als Jakob Willing, Joachim Schulzen, Riemann’s Hof, das Nachtwächterhaus und zwei Großvaterhäuser gänzlich in Asche gelegt wurden.“ Dem Bericht zufolge wurde bei diesem Feuer der gesamte nördliche Dorfteil vernichtet. Das Baumaterial war zu dieser Zeit meist aus Stroh, Holz und Lehm und der Abstand der Häuser oft ungenügend klein, sodass Feuer oft große Dorfteile betrafen. Am 14. Februar 1798 brach im Hause Hilliger erneut Feuer aus, wodurch insgesamt sieben Gehöfte brannten. Der wieder aufgebaute Hilliger-Hof war zur damaligen Zeit eines der schönsten Anwesen der Umgebung. Eine Tafel zeugt noch heute von diesem Ereignis.

### Bevölkerungsentwicklung
Im Jahr 1564 wohnten in der Gemeinde 23 Familien. Diese Zahl entwickelte sich bis 1785 auf 310 Einwohner und wuchs bis 1892 auf 1238. 1933 sank die Zahl der Einwohner auf 967, nach Ende des Zweiten Weltkriegs stieg sie durch den Zuzug vieler Flüchtlinge und Evakuierten wieder auf 1240. In den folgenden Jahren sank die Einwohnerzahl erneut, durch Umsiedelung in die Großstädte auf 883. Nach der Wiedervereinigung kehrte sich diese Entwicklung um und viele Einwohner vor allem Magdeburgs zogen in den Vorort. So zählte Irxleben am 1. November 1999 2537 Einwohner, aktuell leben 2267 Einwohner in Irxleben (2008).
Durch den sprunghaften Anstieg der Bevölkerungszahl nach 1990 und den dadurch gestiegenen Steuereinnahmen konnten verschiedene Bauprojekte finanziert werden, z. B. der Bau einer Turnhalle, eines multifunktionellen Sportareals, eines Beach-Volleyball-Platzes und einer neuen Grundschule. Aufgrund der Bevölkerungswelle konnten viele neue Vereine gegründet werden (Taubenzüchterverein, Geflügelzüchterverein, Jagdverein und Hundesportverein). Im Irxleber Sportverein (SVI) konnten sich neue Sportarten bilden (Badminton, Basketball, Handball, Kegeln, Schach, Tischtennis und Volleyball). Irxleben entwickelte sich finanziell und wirtschaftlich sehr schnell, vor allem im Gewerbegebiet.

Irxleben wurde Sitz der Verwaltungsgemeinschaft Hohe Börde, der weitere 13 Gemeinden angehörten. Am 1. Januar 2010 schlossen sich die bis dahin selbstständigen Gemeinden Irxleben, Ackendorf, Bebertal, Eichenbarleben, Groß Santersleben, Hermsdorf, Hohenwarsleben, Niederndodeleben, Nordgermersleben, Ochtmersleben, Schackensleben und Wellen zur neuen Gemeinde Hohe Börde zusammen. Die Verwaltungsgemeinschaft Hohe Börde wurde aufgelöst.

## Politik
Für den Ortsteil Irxleben wurde eine Ortschaftsverfassung eingeführt. Der Ortschaftsrat von Irxleben besteht aus 9 Mitgliedern.

### Wappen
Das Wappen wurde am 11. November 1937 durch den Oberpräsidenten der Provinz Sachsen verliehen.
Blasonierung: „In Silber ein schwarzer Tisch-Schragen.“
Dieses Wappenbild führte das im 15. Jahrhundert  erloschene Geschlecht von Irxleben, das vom 12.–14. Jahrhundert in seinem Stammort Irxleben bezeugt ist.
Nach der Sage wurde der Ahnherr des Geschlechts „Burchard der Schwarze von Irxleben“ in den reichsunmittelbaren Ritterstand erhoben, nachdem er sich in der Gefolgschaft Ottos des Großen rühmlich hervorgetan hatte.
962 zeichnete der Kaiser viele sächsische Edelleute im Dom zu Rom aus und bedachte sie mit Wappen. Ritter Burchard von Irxleben erhielt die Würde eines Erbküchenmeisters des Heiligen Römischen Reiches Deutscher Nation. In dieser Eigenschaft bekam er als Wappen den schwarzen Schragen im silbernen Feld. Das Geschlecht der Familie „von Irxleben“ ist seit fast 600 Jahren erloschen. Der letzte Namensträger war Otto von Irxleben. Er war Stiftvogt und erzbischöflicher Schlosshauptmann und starb ohne männlichen Erben am 16. August 1418 im nahen Wolmirstedt, wo er in der Katharinen-Kirche begraben wurde. Das Wappen der Familie zu Irxleben trägt die Gemeinde noch heute.
Das Wappen wurde von dem Magdeburger Staatsarchivrat Otto Korn gestaltet.

## Kultur und Sehenswürdigkeiten

### Kirche

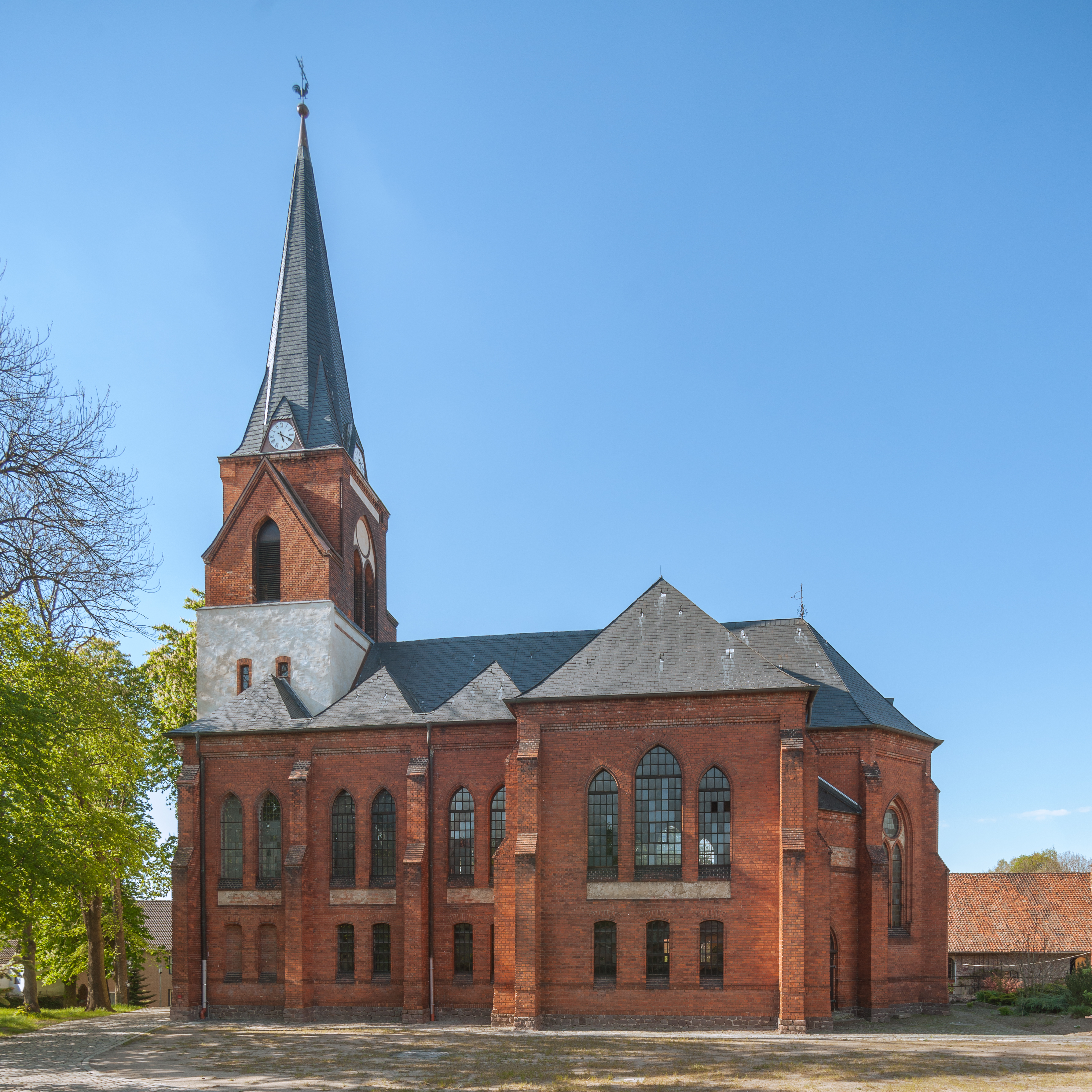
Die Irxleber Kirche im alten Dorfkern

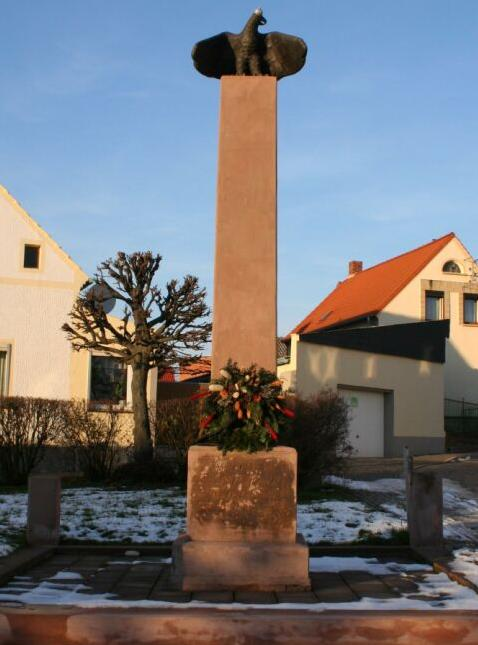
Völkerschlachtdenkmal als der Irxleber „Adler“ an der B1

Bereits im 12. Jahrhundert wurde die alte Irxleber Kirche im romanischen Stil erbaut. Sie hatte ein Satteldach mit einem 20 Meter hohen Turm, auf dessen Spitze sich ein Wetterhahn mit dem heiligen Eustachius befand. Dieser ist auch heute noch Schutzpatron der Kirche. Wegen der stark gestiegenen Einwohnerzahl wurde unter Superintendent Heinrich-Julius Raabe die Kirche 1892/93 erweitert und die Turmspitze erneuert. Den Übergang vom alten Rumpf des Turmes zur neuen Turmspitze ist noch heute deutlich erkennbar. In der Kirche gibt es farbige Kirchenfenster.
In der Kirche befindet sich ein Taufstein, der etwa ebenso alt wie die Kirche selbst ist. Er hat einen Durchmesser von über einem Meter und eine halbkugelförmige, schüsselartige Vertiefung. Seit dem Dreißigjährigen Krieg wird der alte Taufstein nicht mehr verwendet. Zur Taufe wird heute ein dunkler, aus Holz gefertigter Taufstein verwendet.

### Völkerschlachtdenkmal
1813 litt der Ort schwer unter den Befreiungskriegen. Zum 50-jährigen Jubiläum wurde hier das Völkerschlacht-Denkmal errichtet, das an die Opfer der Kriege erinnert. Auf der Spitze der Gedenksäule befindet sich ein Adler, der nach 1945 entfernt und 1999 durch einen neuen ersetzt wurde.

### Naherholung
Wanderungen oder Radfahrten in der Umgebung sind durch gut ausgebaute Rad- und Fußwege gut möglich. Beliebtes Ausflugsziel ist der nahegelegene Wartberg mit der Bismarckwarte, der bei guten Wetterverhältnissen Sicht bis zum Brocken im Harz bietet.

### Sporthalle

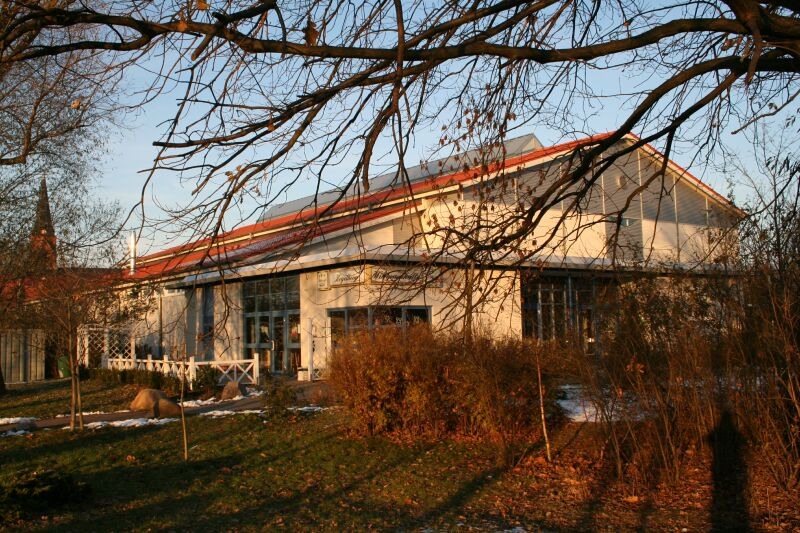
Sporthalle „Wildparkhalle“

Die Sporthalle  „Wildparkhalle“ wurde 1997 erbaut. Sie ist zweiteilbar und gekennzeichnet durch eine offene Bauweise. Innerhalb der Halle befindet sich eine Kegelbahn mit  „Kegelheim“.

### Sportverein
Der Sportverein (SV Irxleben oder kurz SVI) wurde im Jahr 1919 gegründet. Hauptsportart mit den meisten Mitgliedern ist der Fußball. Die erste Mannschaft spielt in der Landesliga Nord. Spielort ist das Stadion „Am Wildpark“, das aus zwei Fußballplätzen besteht. An das Gelände am „Siegweg“ schließen sich ein Bolz- und ein Beton-Basketball-Platz sowie die neu erbaute „Wildparkhalle“ und ein Volleyballplatz an. Seit 1997 verfügt der Verein über eine Handball-Abteilung im Sportverein. Sie war nach wenigen Jahren in der Oberliga Sachsen-Anhalts vertreten. Weitere Abteilungen des Sportvereins sind Badminton, Basketball, Kegeln, Schach, Tischtennis und Volleyball.

## Wirtschaft und Infrastruktur
Während der Zeit um 1900 verfügte die Gemeinde über zahlreiche Handwerksbetriebe und Fabriken. So gab es im Ort neben vielen anderen zwei Zichoriendarren, eine Zuckerfabrik, fünf Schuster, drei Fleischer, vier Gasthöfe und zwei Bäcker. Um 1930 gab es ein Kino. Die Zuckerfabrik wurde 1928 gesprengt.
Großen Aufschwung erlebte die Irxleber Wirtschaft durch die Einrichtung eins Gewerbegebietes nach der Wiedervereinigung mit mehr als 60 Baugrundstücken. Der Gewerbestandort verfügt über eine günstige Verkehrsanbindung an die Autobahn A 2 sowie die Bundesstraße B 1 und profitiert von der Nähe der Landeshauptstadt Magdeburg und der A 14.

### Bildung

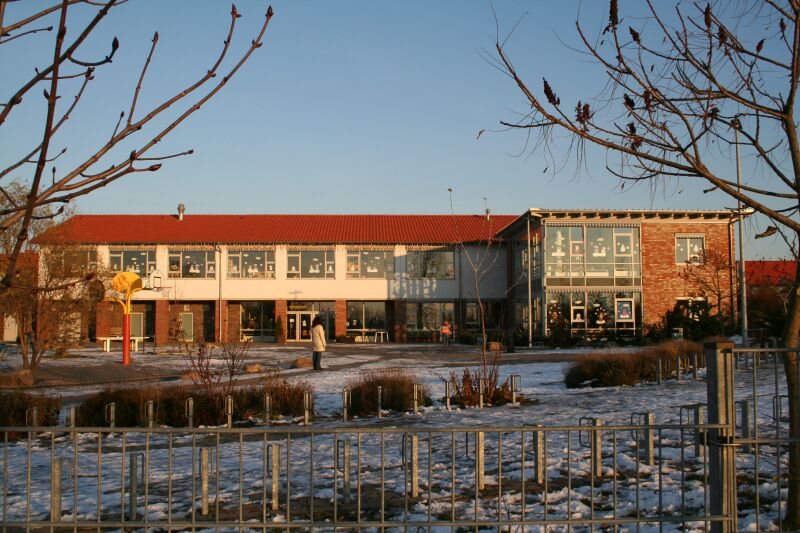
Grundschule

Die neue Irxleber Grundschule wird von etwa 150 Schülern aus Irxleben und den umliegenden Gemeinden besucht. Nach Ende des Unterrichts können die Kinder zusätzlich im Hort untergebracht werden. An der Schule werden eine Theater-, eine Handball-, eine Chor- und eine Kunstarbeitsgemeinschaft angeboten.
Am 1. Juni 2011 wurde die neue Kindertagesstätte „Pittiplatsch“ gegenüber der Grundschule und der Sporthalle eingeweiht.

## Persönlichkeiten

### Söhne und Töchter der Ortschaft
- Matthias Schumann (1851–1896), Statistiker
- Ernst Becker (1884–1962), Mediziner, Generalarzt
- Hans-Joachim Rothe (1923–2007), Musikwissenschafter, Genealoge und Hochschullehrer